# Morbus Tarui
Der Morbus Tarui oder die Tarui-Krankheit, auch Glykogenose Typ VII, Tarui-Glykogenose und Phosphofruktokinasemangel (PFKM) genannt, benannt nach Seiichiro Tarui (japanischer Arzt und Professor für Innere Medizin), ist eine autosomal-rezessiv vererbte Stoffwechselkrankheit mit einem Defekt des Enzyms Phosphofruktokinase, genauer der Isoenzymform des Muskels (PFK-M). Durch den Ausfall der Synthese des Fructose-1,6-bisphosphats (s. Glykolyse) kommt es zu belastungsabhängiger Muskelschwäche mit Muskelschmerzen und hämolytischer Anämie. Verantwortlich sind Mutationen im PFKM-Gen auf Chromosom 12, Genlocus 12q13.3.

## Klinik und Verlauf
Die Erkrankung manifestiert sich im frühen Kindesalter. Klinisch werden die Patienten mit einer teilweise erheblichen Belastungsintoleranz auffällig, oft in Verbindung mit Muskelschmerzen, Übelkeit und Erbrechen. Parallel zeigt sich eine kompensierte hämolytische Anämie mit erhöhten Retikulozytenzahlen und Hyperbilirubinämie. Eine Hyperurikämie unter Belastung wird ebenfalls beobachtet.

## Diagnostik
Die Diagnostik erstreckt sich auf den Nachweis verminderter Enzymaktivität in Muskelgewebe und Erythrozyten. In Einzelfällen kann eine molekulargenetische Untersuchung Klarheit verschaffen.

## Therapie
Die Therapie ist rein symptomatisch. Die Patienten sollten körperliche Anstrengung weitgehend vermeiden.